# 17 Komenda Odcinka Koszalin
17 Komenda Odcinka Koszalin – samodzielny pododdział Wojsk Ochrony Pogranicza.
17 Komenda Odcinka sformowana została w 1946 w strukturze organizacyjnej 4 Morskiego Oddziału Ochrony Pogranicza. W 1948, na bazie 17 Komendy Odcinka sformowano Samodzielny Batalion Ochrony Pogranicza nr 22.

## Struktura organizacyjna
Dyslokacja 17 Komendy Odcinka Koszalin przedstawiała się następująco:
- Komendantura odcinka nr 17 – Koszalin
- 81 strażnica – Kołobrzeg
- 82 strażnica – Gąski
- 83 strażnica – Mielno
- 84 strażnica – Ewentin[3]
- 85 strażnica – Darłowo

## Dowódcy odcinka
- kpt. Stefan Sielski[4] (był 10.1946)[b].